# 신흥버스
신흥버스(新興―)는 대구광역시의 시내버스 운송업체로 본사는 대구광역시 달서구 갈산동 성서산업단지에 있으며, 대구광역시의 시내버스 회사 중에서 광남자동차 다음으로 오래된 회사이다.

## 개요
1955년 4월 1일에 시내버스 운송면허를 취득하여 설립되었다.
본래는 수성구 만촌동에 차고지가 있었다가, 달서구 갈산동으로 이전했다. 성서산단 종점을 운영하고 있으며, 2000년 12월에는 차고지 내에 대구광역시 최초의 천연가스 충전소가 설치 되었다.
2019년에는 대구광역시의 시내버스 업체들 중 동명교통과 더불어 첫 전기버스 운행 업체로 선정됐으며, 갈산동차고지에 전기버스 충전소를 설치했다. 이에 따라 대구 업체들 중 최초로 플러그인식 전기버스 모델 중 하나인 현대 일렉시티를 첫 도입했으며, 우진산전 아폴로 1100은 동명교통에 이어 2번째로 도입했다.

## 차고지
- 대구광역시 달서구 성서공단로 93 (갈산동) 성서산단 종점

## 보유 차종

#### 우진산전
- 우진산전 아폴로 1100

#### 현대자동차
- 현대 뉴 슈퍼 에어로시티
- 현대 저상 뉴 슈퍼 에어로시티
- 현대 블루시티
- 현대 일렉시티 전기버스
- 현대 일렉시티 수소연료전지버스

## 노선
| 노선번호 | 운행경로 기점 ↔ 중간경유지 ↔ 종점                    | 운행경로 기점 ↔ 중간경유지 ↔ 종점 | 운행경로 기점 ↔ 중간경유지 ↔ 종점                                 | 운행대수     | 비고                                                |
| -------- | ---------------------------------------------------- | --------------------------------- | ----------------------------------------------------------------- | ------------ | --------------------------------------------------- |
| 급행5번  | 달서구 갈산동 성서산단                               | 중구 공평동 2.28기념중앙공원      | 경산시 진량읍 내리리 대구대학교                                   | 6            | 세진교통, 경북교통 공배                             |
| 급행7번  | 북구 동호동 영진교통 차고지                          | 달성군 다사읍 서재리 서재금봉타운 | 달서구 대곡동 공영차고지                                          | 5            | 현대교통 공배                                       |
| 156번    | 동구 용계동                                          | 중구 동성로2가 CGV대구한일        | 달서구 갈산동 신흥버스                                            | 4 (저상 4)   | 경북교통, 대명교통 공배                             |
| 425번    | 수성구 황금1동 황금고가교네거리                      | 중구 공평동 2.28기념중앙공원      | 달성군 다사읍 매곡리공영차고지                                    | 11 (저상 8)  | 관음교통 공배                                       |
| 501번    | 달서구 갈산동 신흥버스                               |                                   | 북구 연경동 연경지구공영차고지                                    | 10 (저상 7)  | 경북교통 공배                                       |
| 503번    | 북구 연경동                                          | 중구 덕산동 반월당역              | 달서구 갈산동 성서산단                                            | 14 (저상 11) | 대일버스 공배                                       |
| 518번    | 달서구 갈산동 성서산단                               | 중구 공평동 2.28기념중앙공원      | 동구 괴전동 안심역                                                | 9 (저상 7)   | 달구벌버스 공배                                     |
| 달서3번  | 달서구 대천동공영차고지                              | 달서구 이곡동 성서산업단지역      | 달성군 다사읍 매곡리공영차고지                                    | 5 (저상 4)   | 대명교통 공배                                       |
| 달서5번  | 달서구 대곡동 남도버스                               |                                   | 달서구 갈산동 신흥버스                                            | 3 (저상 2)   | 남도버스, 세운버스 공배                             |
| 남구2번  | 남구 봉덕동 앞산공원                                 |                                   | 달성군 다사읍 방천리공영차고지                                    | 2 (저상 2)   | 우주교통 공배                                       |
| 7250번   | 하행:북구 태전동 태전역 상행:달서구 대곡동공영차고지 | 달서구 신당동 계명대학교동문      | 하행:달서구 호림동 모다아울렛 상행:달성군 다사읍 방천리공영차고지 | 1            | 경신교통, 동명교통, 우주교통 공배 주중 출근맞춤버스 |
| 예비     |                                                      |                                   |                                                                   | 4            | 단독운행                                            |
| 8종      |                                                      |                                   |                                                                   | 73대         |                                                     |

## 갤러리

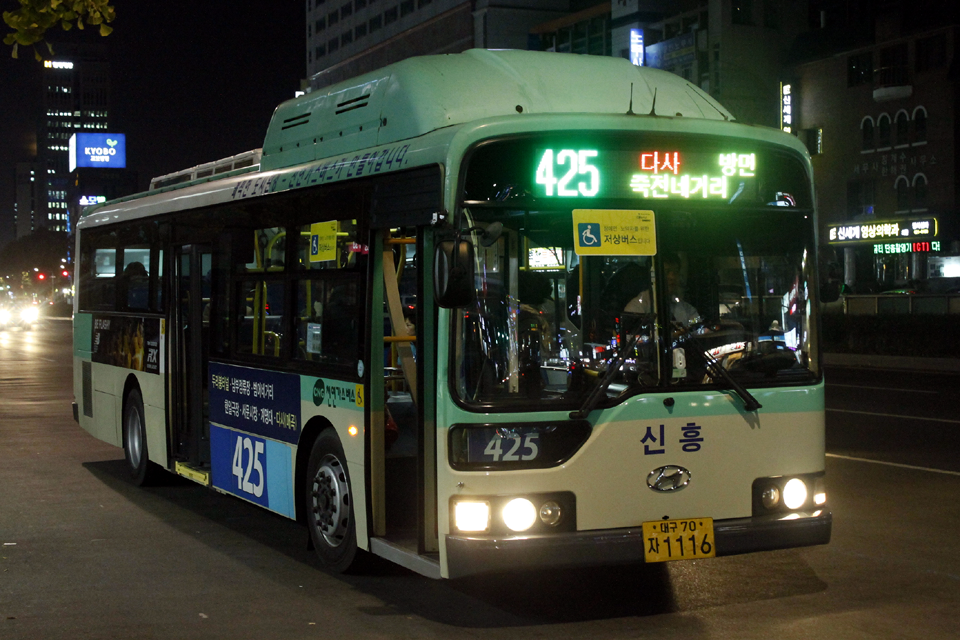
대구시내버스 425번
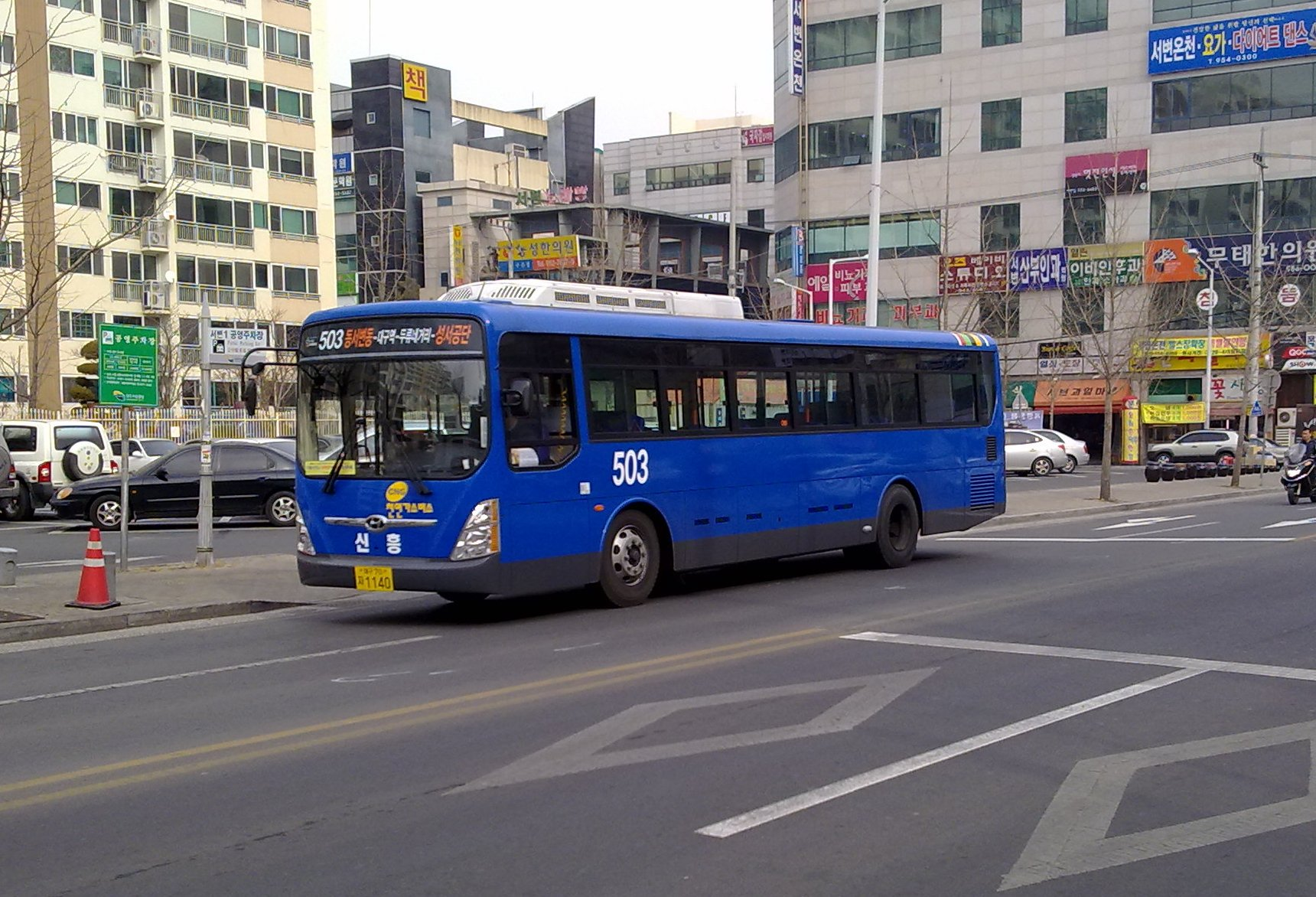
대구시내버스 503번
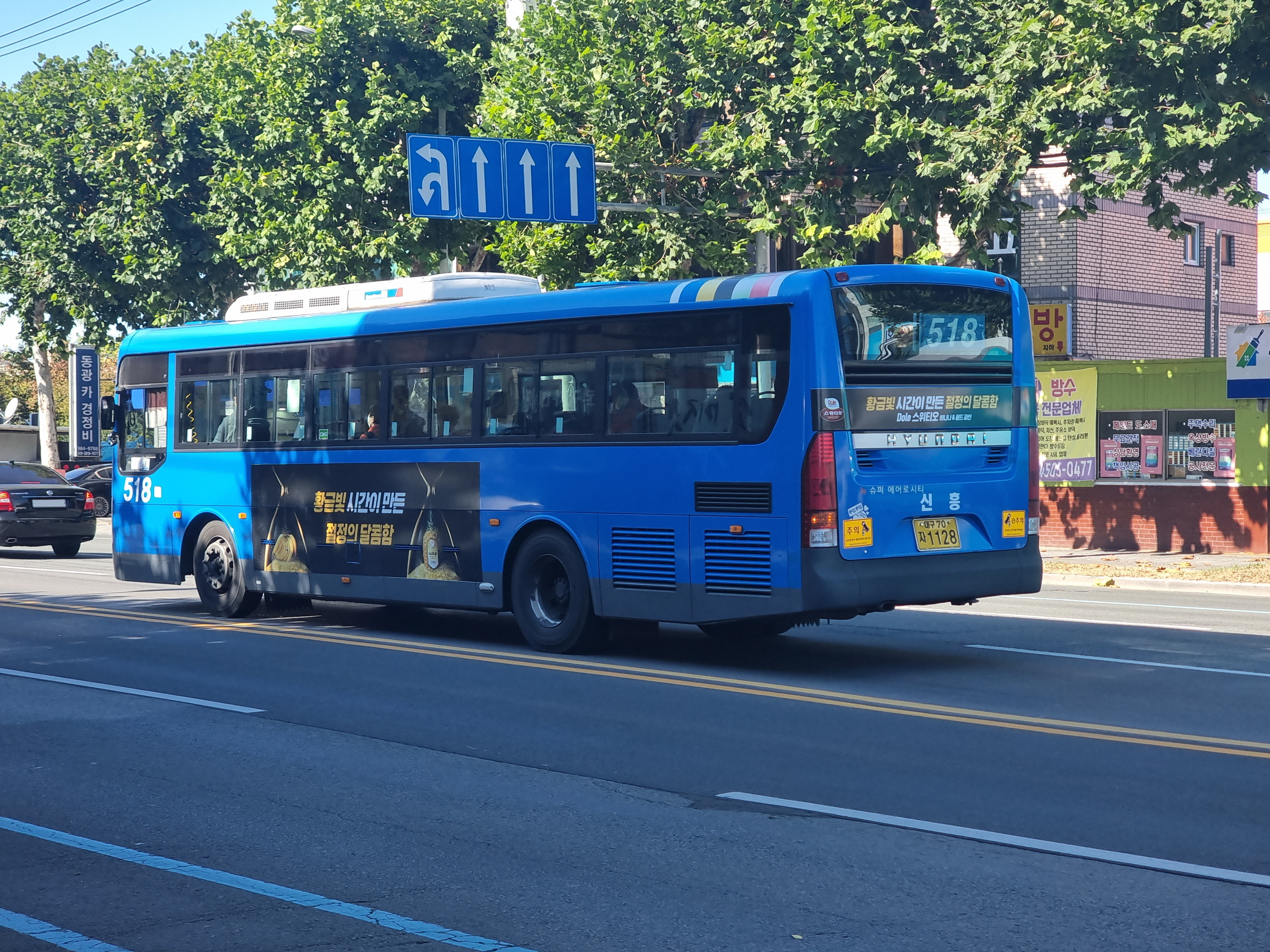
대구시내버스 518번
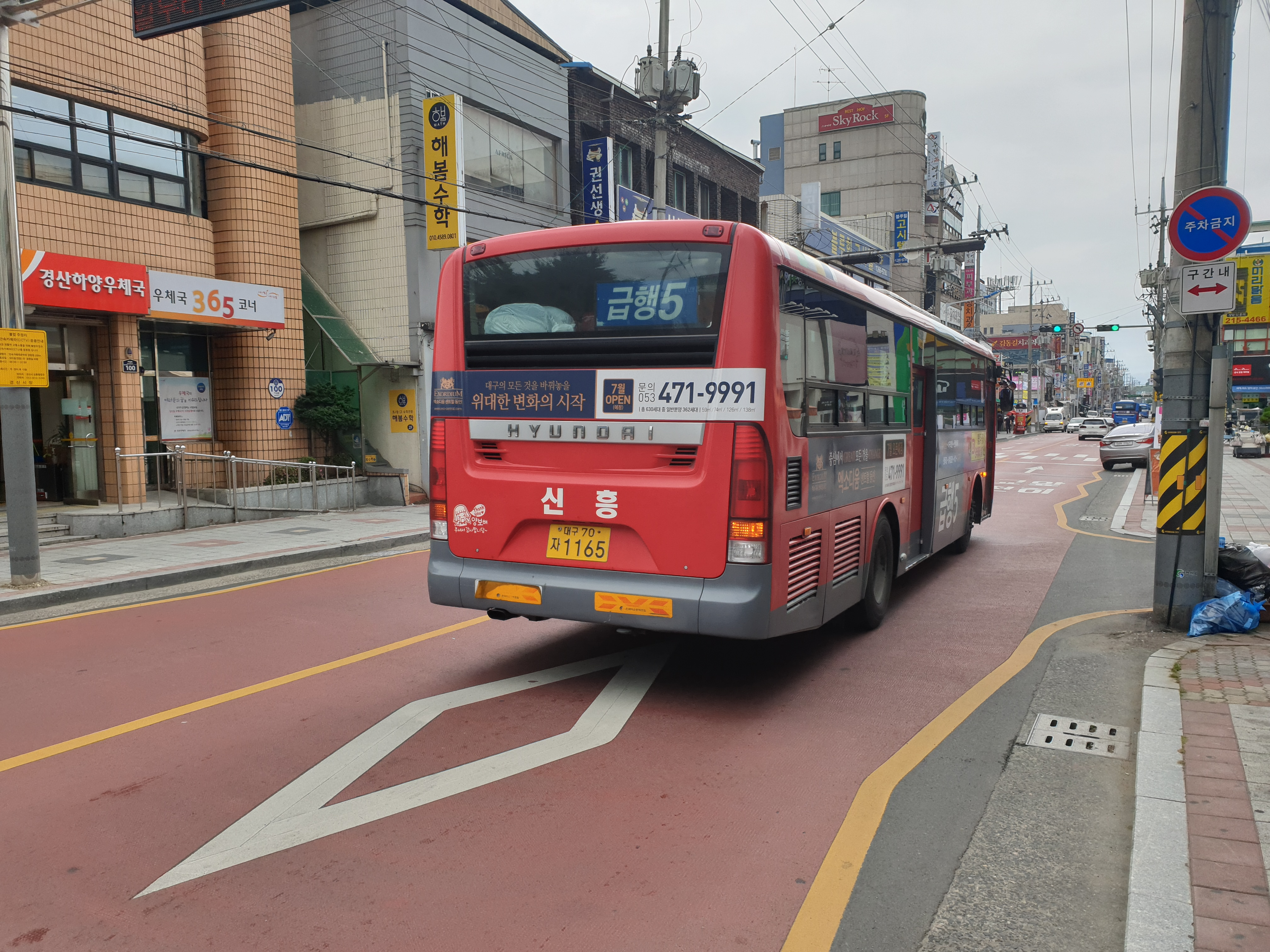
대구시내버스 급행5번
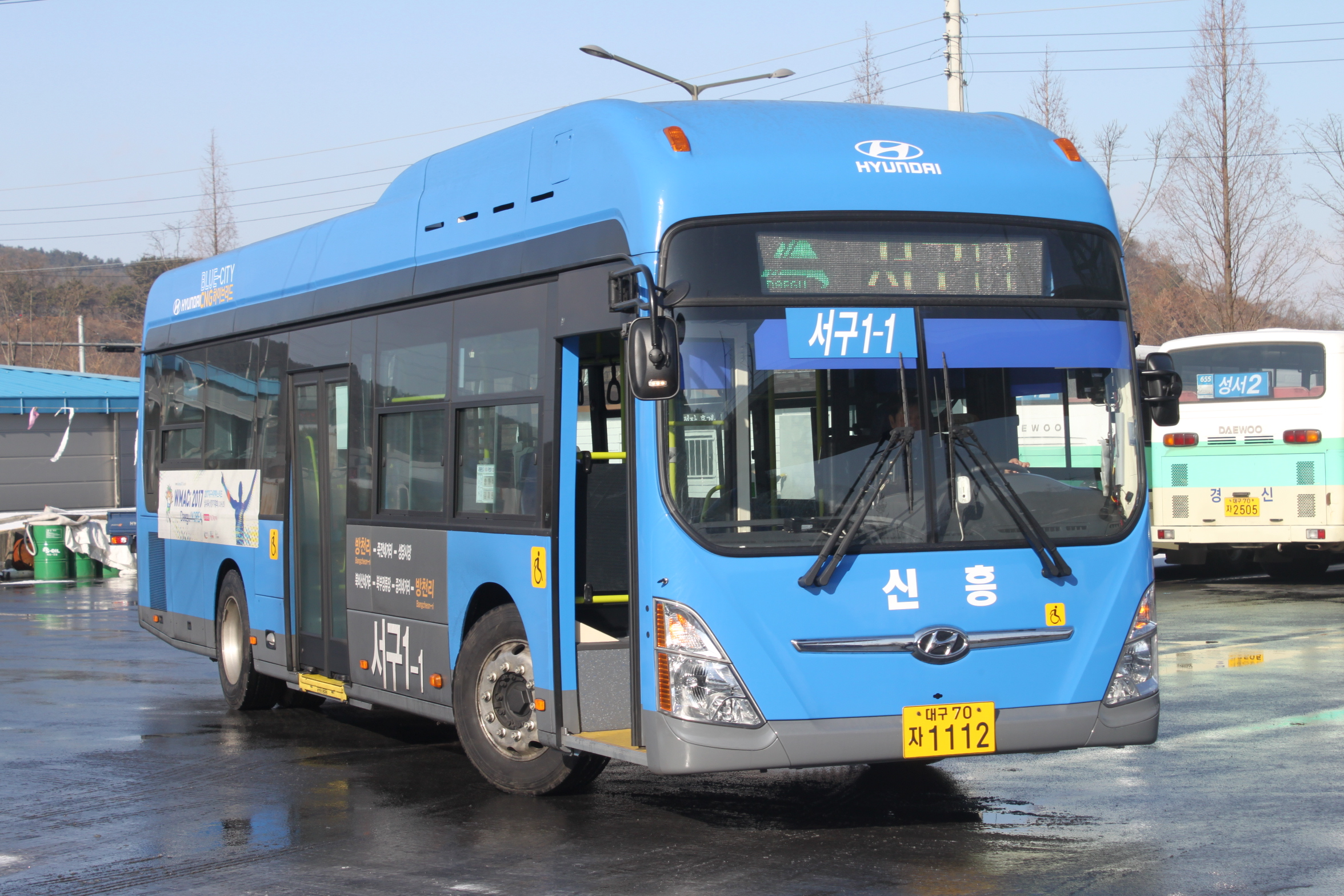
대구시내버스 서구1-1번 블루시티